# 张维华
张维华（1960年—），男，汉族，江苏淮阴人，中华人民共和国政治人物，中国共产党党员，第十二届全国人民代表大会上海地区代表。

## 生平
毕业于复旦大学管理科学专业。曾任上海市邮电管理局副局长兼总工程师，上海市电信公司副总经理，中国电信（美国）公司总经理，中国电信上海公司总经理兼党委书记，中国移动通信集团上海有限公司资深经理（总经理级）。2013年，被选为全国人大代表。
2024年8月16日，因涉嫌严重违纪违法，遭到开除党籍、开除公职处分。